# Долови (Олово)
Долови су насељено мјесто у Босни и Херцеговини у општини Олово које административно припада Федерацији Босне и Херцеговине. Према последњем попису становништва из 2013. у насељу је живело 158 становника..

## Географија
Насеље се налази на надморској висини од 764 метара, површине 2,88 км2, са густином насељености	2,88 становника по км2.

## Становништво
| Националност       | 1971.        | 1981.        | 1991.        | 2013.        |
| Муслимани*         | 193 (99,48%) | 183 (91,50%  | 222 (99,11%) |              |
| Хрвати             | 1 (0,515%)   |              |              |              |
| остали и непознато |              | 1 (0,500%)   | 1 (0,446%)   |              |
| Југословени        |              | 16 (8,000%)  |              |              |
| Срби               |              |              | 1 (0,446%)   |              |
| Укупно             | 194 (100,0%) | 200 (100,0%) | 224 (100,0%) | 158 (100,0%) |

- Муслимани се данас углавном изјашњавају као Бошњаци.